# Imma Battaglia
Immacolata "Imma" Battaglia (Portici, 28 de março de 1960), é uma ativista e política italiana, uma das líderes do movimento LGBT na Itália.
Presidente do Clube de cultura homossexual Mario Mieli (Circolo di cultura omosessuale Mario Mieli), de 1995 a 2000, é uma das fundadoras do Projeto Di 'Gay (Di' Gay Project; DGP), do qual foi presidente, até fevereiro de 2014. De 2013 a 2016, foi vereadora em Roma, eleita pelo partido Esquerda, Ecologia e Liberdade (SEL).

## Biografia

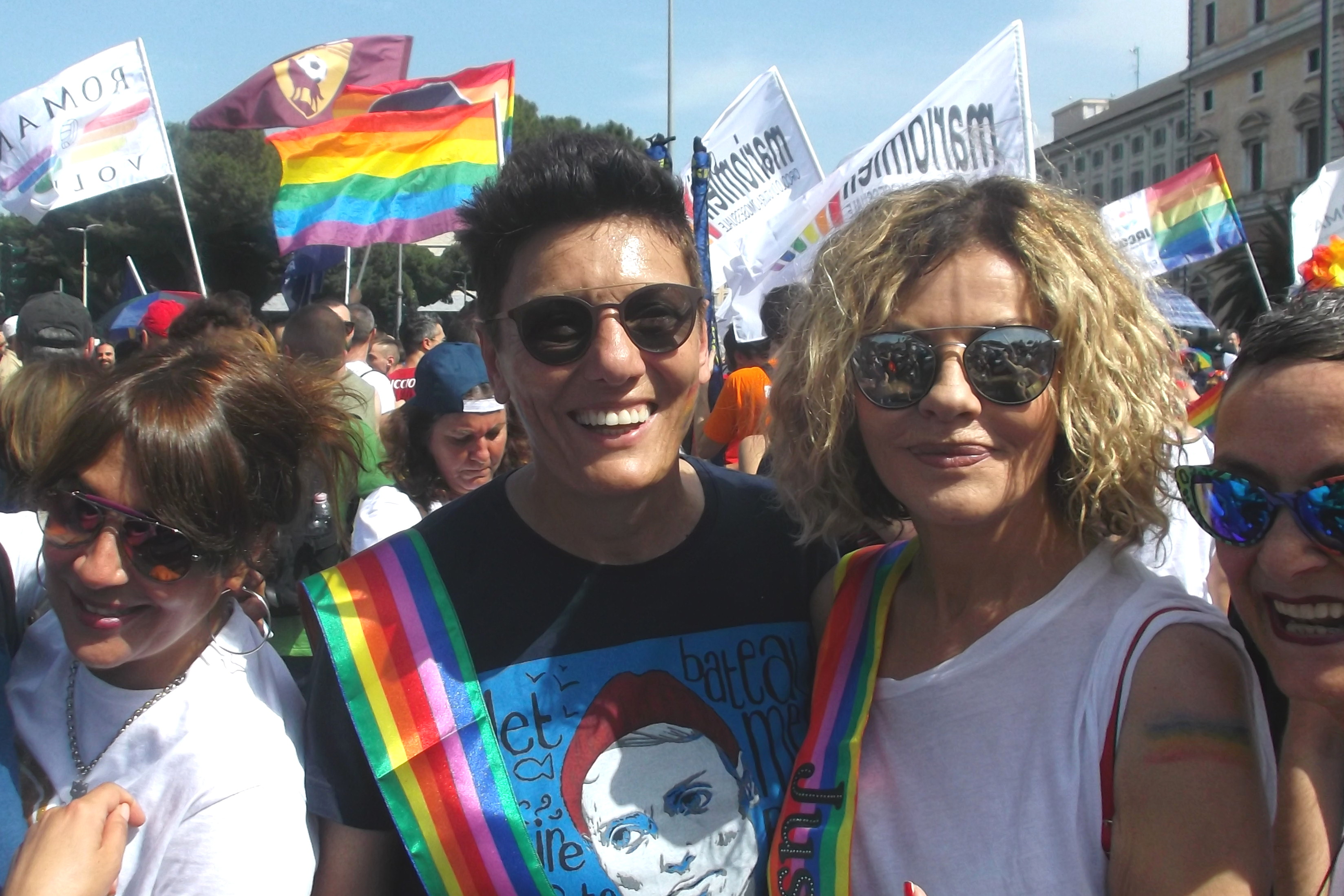
Imma Battaglia e Eva Grimaldi no Rome Pride, em 2019.

Immacolata Battaglia nasceu em Portici região da Campânia, província de Nápoles, em 28 de março de 1960.
Abertamente lésbica, está, atualmente, noiva da atriz Eva Grimaldi. Já foi noiva da, também atriz italiana, Licia Nunez.

### Ativismo LGBT
Organizou a primeira Parada LGBT na Itália (Roma, 1994), e promoveu Roma como possível anfitriã da Parada LGBT Mundial 2000. Seus esforços foram bem sucedidos e a cidade foi encarregada da organização de tal evento. O evento gerou polêmica na política italiana por causa da contemporaneidade com o Grande Jubileu da Igreja Católica.

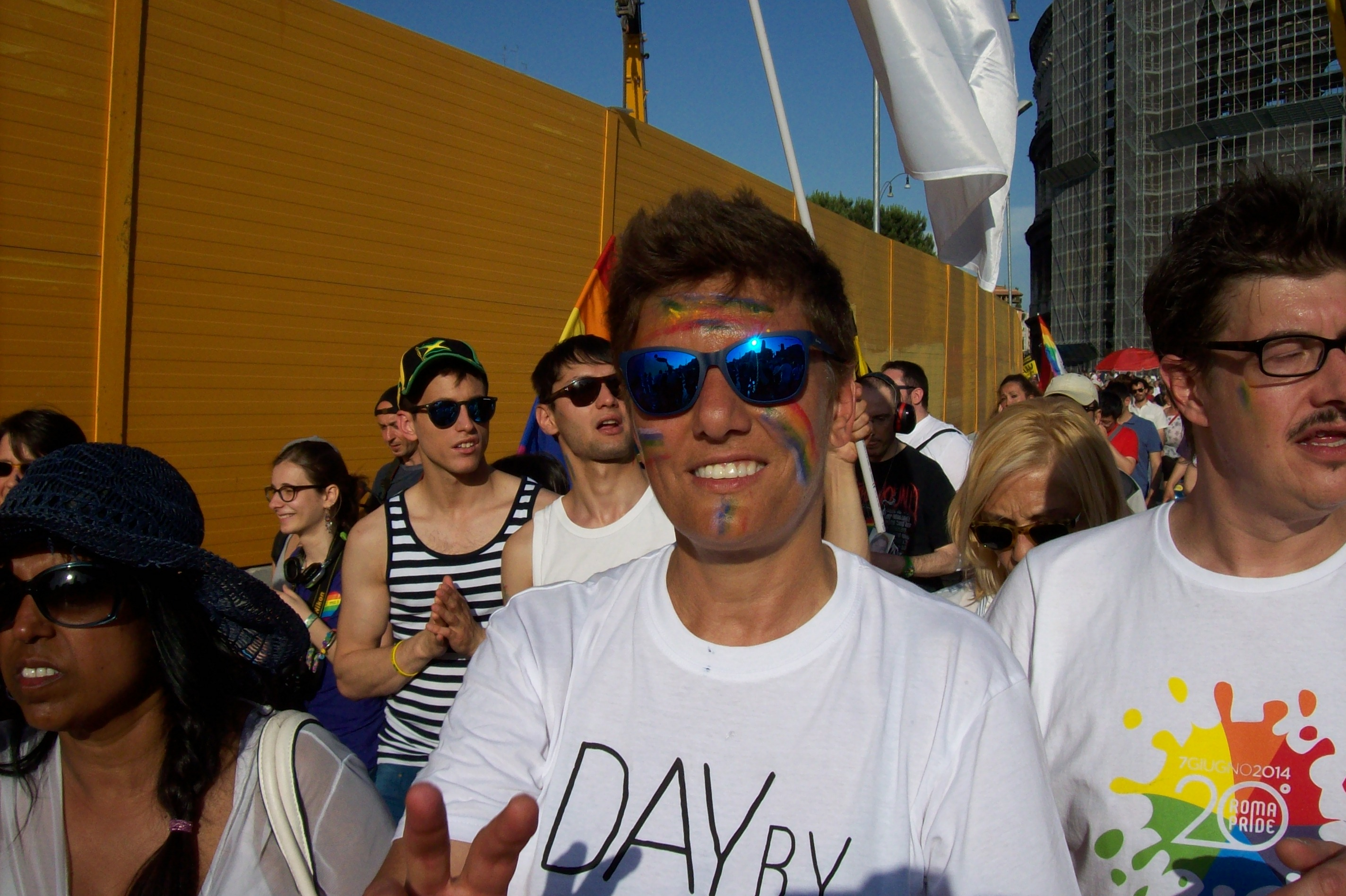
Rome Gay Pride, em 2014.

A Parada LGBT Mundial 2000 ocorreu regularmente, entre 1 e 9 de julho, e o ataque da Igreja Católica causou não apenas uma compactação inesperada no último minuto de todas as realidades LGBT italianas, mas também uma participação extraordinária que foi de mais de meio milhão de pessoas (Imma Battaglia, do palco, gritou: "Somos um milhão!"), e isso não havia sido previsto pelos organizadores do evento. O afluxo de pessoas heterossexuais que participaram solidariamente foi enorme. Após o evento, o papa João Paulo II condenou explicitamente da janela da Praça de São Pedro as "conhecidas manifestações que ocorreram em Roma nos últimos dias" e "a ofensa aos valores cristãos de uma cidade tão querida no coração de todos os católicos do mundo ".

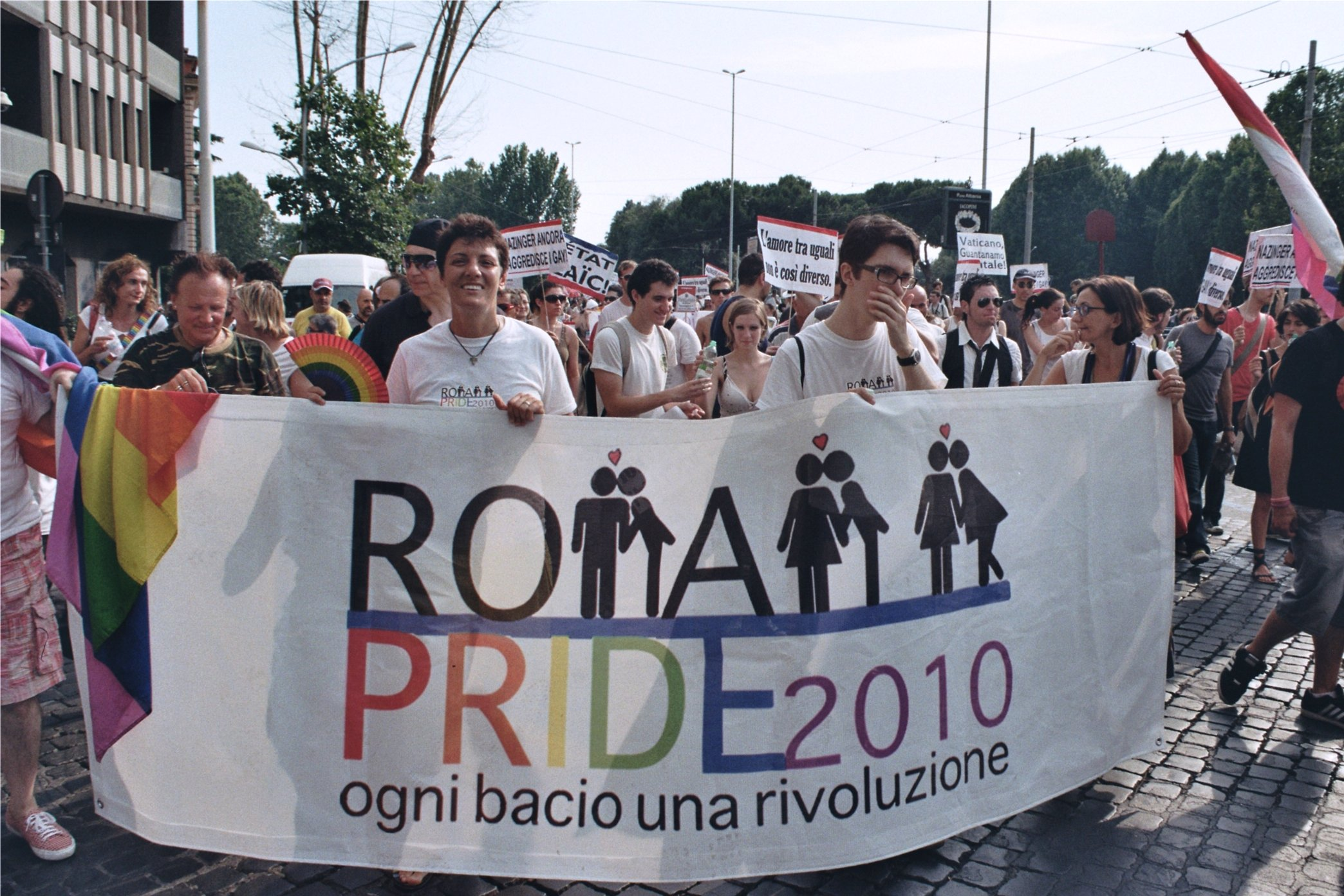
À frente da Gay Pride, em 2010.

Após a Parada LGBT Mundial e após controvérsias internas nas associações romanas, deixou o Clube de cultura homossexual Mario Mieli e fundou o Projeto Di 'Gay, do qual é presidente. O atrito com Mario Mieli ficou ainda mais forte quando o Projeto passou a competir com o histórico clube em suas iniciativas comerciais, criando a Gay Village, em 2001, que logo se tornou uma das referências da comunidade gay de Roma. É a criadora e organizadora do Gay Village, importante evento do verão romano, vencedor do Best Event Awards de 2011, prêmio atribuído pela Agência de Comunicação aos melhores eventos organizados na Itália. A última edição foi organizada, em 2018, no distrito de Testaccio. Em 27 de maio de 2012, na sede do Projeto Dì Gay, celebrou um "casamento civil" entre duas mulheres, que assinam um acordo particular elaborado pelos advogados da associação que visa proteger a convivência com base nas possibilidades oferecidas pelo a atual lei italiana.

### Atividade política

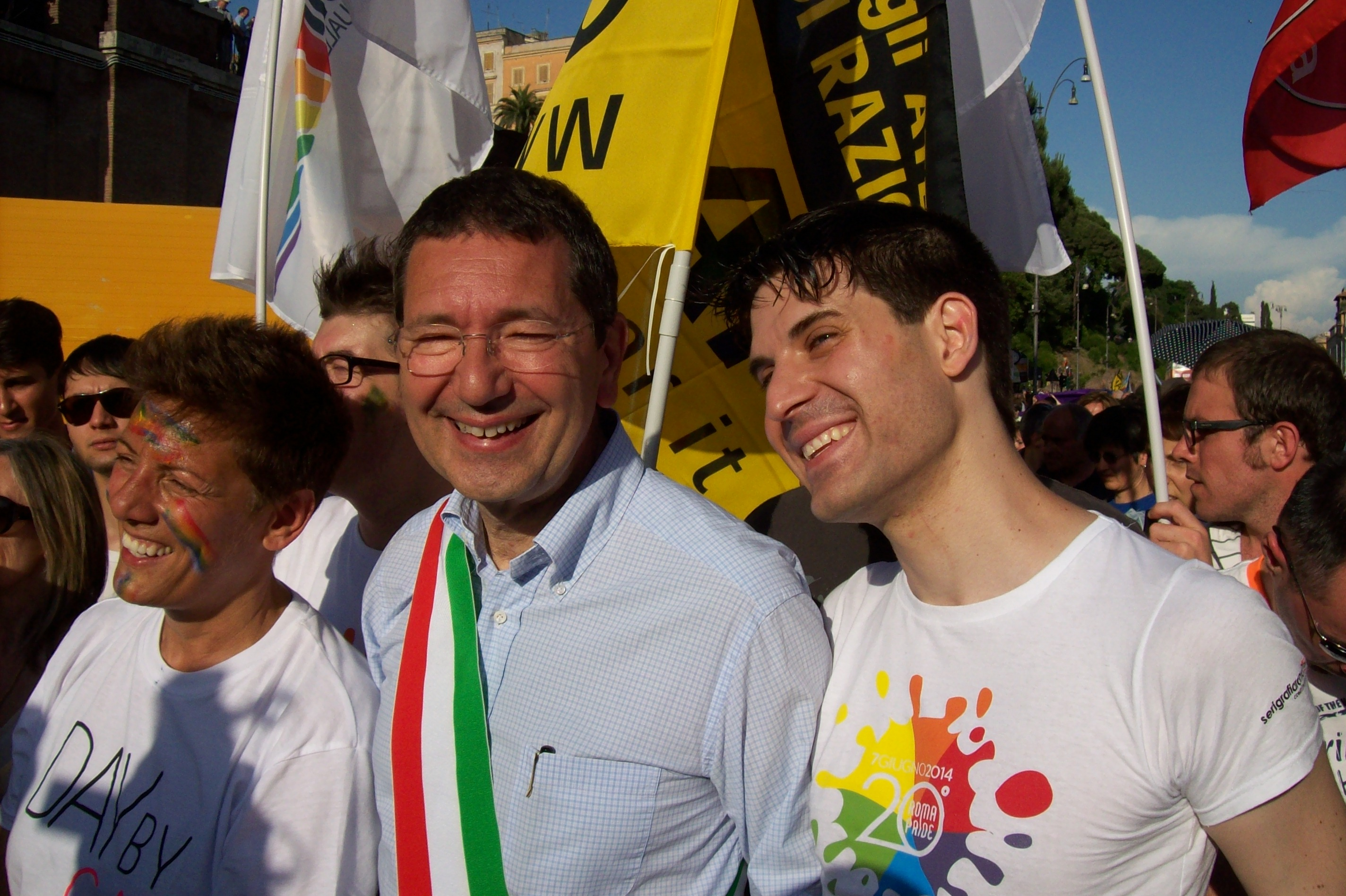
A frente da Roma Gay Pride com o então prefeito de Roma, Ignazio Marino (usando a faixa tricolor) e Andrea Maccarrone (à direita), em 2014.

Em 2009, aceitou a proposta do seu amigo de longa data Nichi Vendola para concorrer às eleições europeias nas listas do partido Esquerda, Ecologia e Liberdade (SEL). Obteve 3 586 votos, mas o partido não atingiu o patamar necessário para aceder ao Parlamento Europeu. Em 2013, foi uma das candidatas às eleições regionais em Lácio, na Lista Cívica, em apoio à candidatura de Nicola Zingaretti, à Presidência do país. No mesmo ano, concorreu, também pelo SEL, nas eleições municipais de Roma, sendo eleita conselheira.
Em 21 de julho de 2012, uma postagem sua, no Facebook, aberta para Pier Ferdinando Casini tornou-se objeto de severa controvérsia dentro da comunidade. Casini havia afirmado anteriormente: "Estabelecer garantias legais para um casal coabitante, mesmo do mesmo sexo, é uma questão de civilização, mas os casamentos gays são uma ideia profundamente incivilizada". Assim, comentou:
| “ | Congratulo-me com a abertura de Casini, apesar da terminologia desrespeitosa. A Itália deve superar as barreiras ideológicas com pragmatismo que a mantenha paralisada nas questões mais importantes. Em particular, não podem valer imposições sobre direitos civis, mas convergências e acordos amplos, para que os direitos entrem plenamente na agenda política. | ” |

Tendo em vista as eleições municipais de Roma, em outubro de 2021, representando o Liberare Roma, é candidata nas primárias de centro-esquerda para a escolha do candidato a prefeito, ficando em quarto lugar com 2 897 votos ou 6,34 por cento da preferência.